# Natascha Keller
Natascha Keller (Berlino Ovest, 3 luglio 1977) è un'ex hockeista su prato tedesca.
Ha partecipato a ben cinque edizioni delle Olimpiadi (1996, 2000, 2004, 2008 e 2012), conquistando la medaglia d'oro con la nazionale femminile tedesca di hockey su prato ai Giochi di Atene 2004. Inoltre ai Giochi di Londra 2012 è stata la portabandiera della Germania nella cerimonia di apertura.

## Palmarès
- Giochi olimpici

Atene 2004: oro.
- Europei

Amsterdam 1995: bronzo.
Colonia 1999: argento.
Mönchengladbach 2011: argento.